# 林肯城足球俱乐部

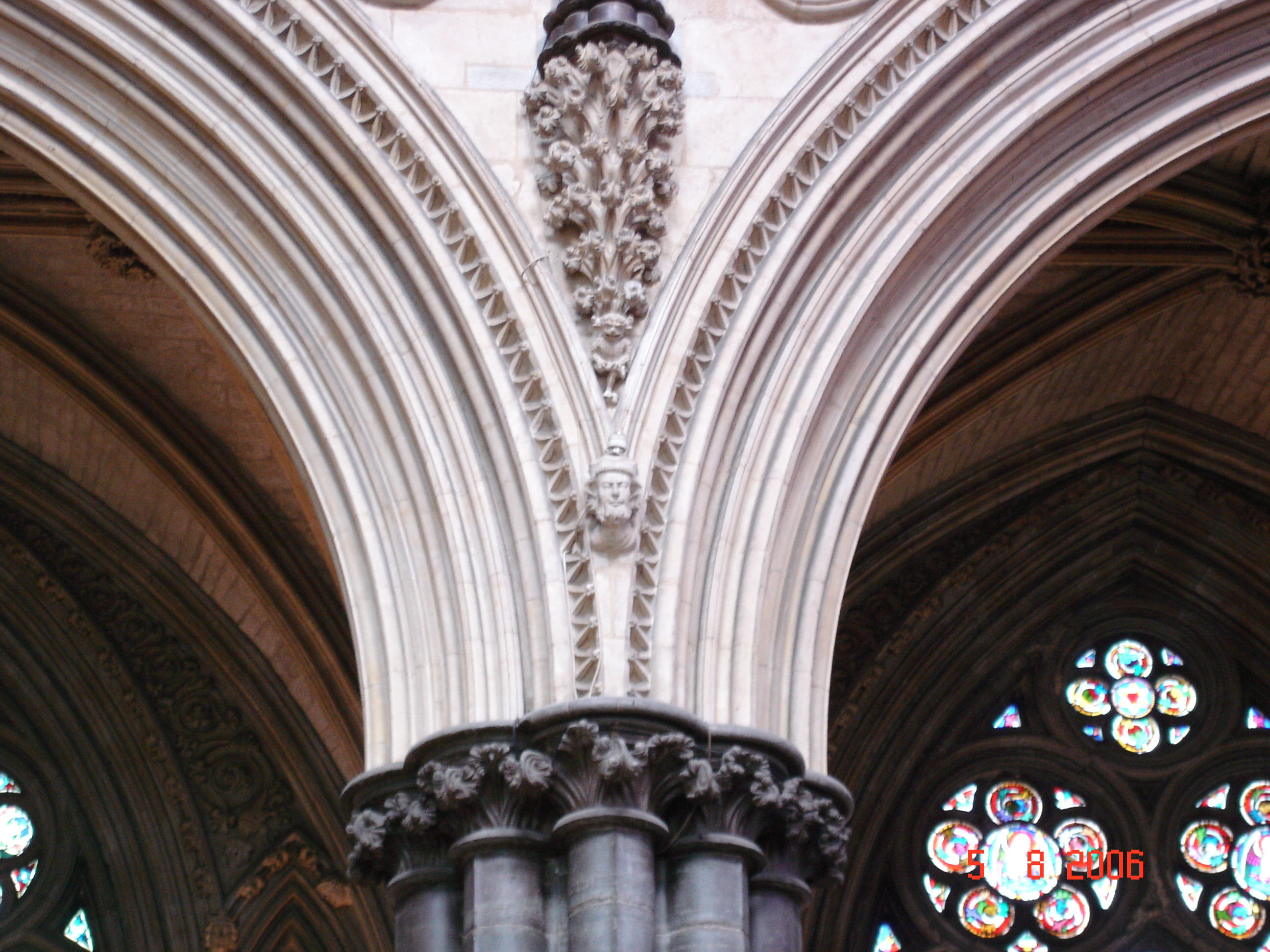
林肯城小魔鬼

林肯城足球俱乐部（英語：Lincoln City Football Club），是一隊位於英格蘭林肯郡林肯的職業足球隊，現時於英格蘭足球聯賽系統中的第三級別，英格蘭足球甲級聯賽競逐。
林肯城於可容10,120名觀眾的辛塞尔·班克球场進行主場比賽，由於著名的「林肯城小魔鬼」（Lincoln Imp）而被暱稱為「小魔鬼」（Imps），最近更被稱為「紅色小魔鬼」（Red Imps）。球隊傳統穿著紅白直條球衣黑褲紅襪比賽。

## 大事紀年
| 年 份   | 事 項 |
| ------- | --- |
| 1889-90 | 中部聯賽（Midland League）創始成員。中部聯賽冠軍                                                               |
| 1891-92 | 加入足球同盟（Football Alliance）                                                                              |
| 1892-93 | 足球聯盟乙組聯賽創始成員                                                                                       |
| 1908    | 乙組聯賽排第廿位，不獲重選入足球聯盟                                                                           |
| 1908-09 | 再次加入中部聯賽。中部聯賽冠軍（第二次）                                                                       |
| 1909    | 獲重選再次加入足球聯盟                                                                                         |
| 1911    | 乙組聯賽排第廿位，不獲重選入足球聯盟。再次加入中部聯賽                                                         |
| 1912    | 獲重選再次加入足球聯盟                                                                                         |
| 1920    | 乙組聯賽排第廿一位，不獲重選入足球聯盟                                                                         |
| 1920-21 | 再次加入中部聯賽。中部聯賽冠軍（第三次）                                                                       |
| 1921-22 | 足球聯盟北區丙組聯賽創始成員                                                                                   |
| 1927-28 | 北區丙組聯賽亞軍                                                                                               |
| 1930-31 | 北區丙組聯賽亞軍                                                                                               |
| 1931-32 | 北區丙組聯賽冠軍，升級乙組聯賽                                                                                 |
| 1934    | 乙組聯賽排第廿二位，降級北區丙組聯賽                                                                           |
| 1936-37 | 北區丙組聯賽亞軍                                                                                               |
| 1947-48 | 北區丙組聯賽冠軍（第二次），升級乙組聯賽                                                                       |
| 1949    | 乙組聯賽排第廿二位，降級北區丙組聯賽                                                                           |
| 1951-52 | 北區丙組聯賽冠軍（第三次），升級乙組聯賽                                                                       |
| 1961    | 乙組聯賽排第廿二位，降級丙組聯賽                                                                               |
| 1962    | 丙組聯賽排第廿二位，降級丁組聯賽                                                                               |
| 1975-76 | 丁組聯賽冠軍，升級丙組聯賽                                                                                     |
| 1979    | 丙組聯賽排第廿四位，降級丁組聯賽                                                                               |
| 1980-81 | 丁組聯賽亞軍，升級丙組聯賽                                                                                     |
| 1986    | 丙組聯賽排第廿一位，降級丁組聯賽                                                                               |
| 1987    | 丁組聯賽排第廿四位，降級足協全國聯賽                                                                           |
| 1987-88 | 足協全國聯賽冠軍，升級丁組聯賽                                                                                 |
| 1992-93 | 超聯成立，丁組聯賽改組為丙組〈IV〉聯賽                                                                         |
| 1997-98 | 丙組〈IV〉聯賽季軍，升級乙組〈III〉聯賽                                                                        |
| 1999    | 乙組〈III〉聯賽排第廿三位，降級丙組〈IV〉聯賽                                                                  |
| 2002-03 | 丙組〈IV〉聯賽排第六位，附加賽準決賽兩回合累計6-3擊敗，千禧球場決賽2-5負於                                     |
| 2003-04 | 丙組〈IV〉聯賽排第七位，附加賽準決賽兩回合累計3-4負於哈德斯菲尔德                                              |
| 2004-05 | 丙組〈IV〉聯賽更名「英乙聯賽」。英乙聯賽排第六位，附加賽準決賽兩回合累計2-1擊敗，千禧球場決賽0-2負於修安聯     |
| 2005-06 | 英乙聯賽排第七位，附加賽準決賽兩回合累計1-3負於                                                                |
| 2006-07 | 英乙聯賽排第五位，附加賽準決賽兩回合累計4-7負於                                                                |
| 2010-11 | 英乙聯賽排第廿三位，降班議會全國聯賽                                                                           |
| 2016-17 | 足總盃晉身八強，為1914年女王公園巡遊者後首支再度晉身八強的非聯賽系統球隊；全國聯賽冠軍（第二次），升級英乙聯賽 |
| 2017-18 | 英乙聯賽排第七位，附加賽準決賽兩回合累計1-3負於                                                                |
| 2018-19 | 英乙聯賽冠軍，升級英甲聯賽                                                                                     |
| 2020-21 | 英甲聯賽排第五位，附加賽準決賽兩回合累計3-2擊敗新特蘭，溫布萊決賽1-2負於黑池                                   |

## 會徽及隊色
會徽
直到最近林肯城的會徽的設計仍然非常簡單，採用傳統的林肯郡徽章加上球隊英文簡稱「L C F C」在內，下方加上球隊全名的彩帶。最後球隊終於更改會徽，採用較現代化及具潮流感的設計，將吉祥物及綽號取代舊有的簡稱。

2006年前的舊會徽
2014年前的舊會徽

隊色
傳統上林肯城穿著紅白直條球衣黑褲紅襪比賽，但曾經數度改變，於60年代末期及70年代初期，球隊採用粗紅直條白間球衣，在2000/01年球季更改為紅白四格球衣白褲。而作客球衣從來沒有固定式樣，幾乎是年年改變。直到2006/07年球季林肯城才再度採用傳統主場款式，而作客球衣近兩季仍然保持黑色主色配以紅色兩側，紅褲黑襪。

### 敵對球隊

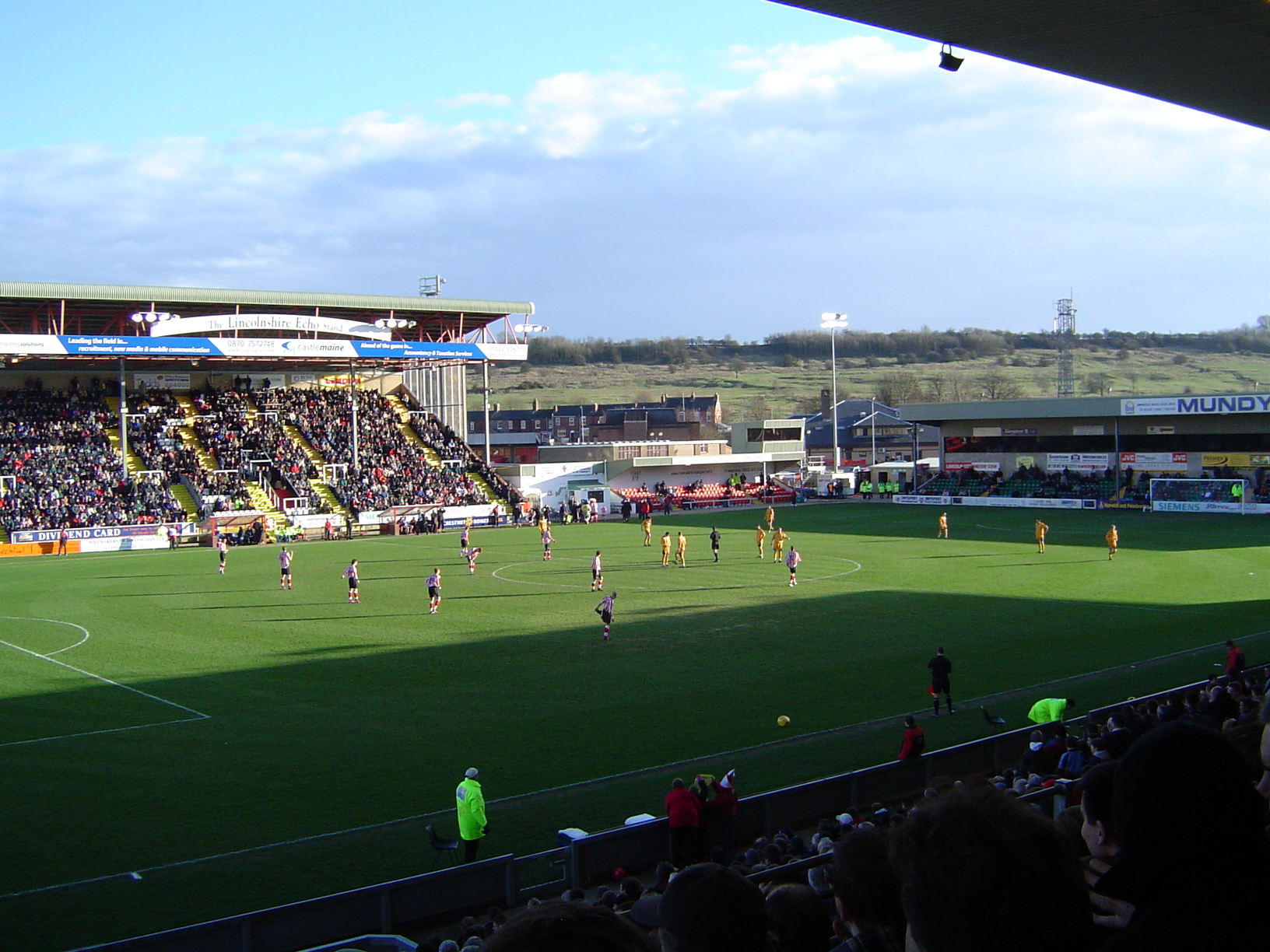
2006年「林肯郡打吡」對波士顿联

- 波士顿联

雖然同市還有另一支球隊林肯聯足球會（Lincoln United），由於對方處於較低組別比賽，除習慣於每年季前舉行的友誼賽外，雙方碰頭機會並不多，故此並不構成敵對關係。同樣情況還有林肯摩爾蘭斯（Lincoln Moorlands）。而過往同處於林肯郡的敵對球隊有根兹博罗（Gainsborough Trinity）及格兰瑟姆（Grantham Town），但自從林肯城升級較高組別的聯賽後，已沒有碰頭的機會。

## 榮譽
| 榮譽                     | 次數        | 年度                                |
| 聯 賽 比 賽              | 聯 賽 比 賽 | 聯 賽 比 賽                         |
| ------------------------ | ----------- | ----------------------------------- |
| 北區丙組〈III〉聯賽 冠軍 | 3           | 1931/32、1947/48、1951/52           |
| 北區丙組〈III〉聯賽 亞軍 | 3           | 1927/28、1930/31、1936/37           |
| 乙組〈IV〉聯賽 冠軍      | 1           | 2018/19                             |
| 丁組〈IV〉聯賽 冠軍      | 1           | 1975/76                             |
| 丁組〈IV〉聯賽 亞軍      | 1           | 1980/81                             |
| 丙組〈IV〉聯賽 季軍      | 1           | 1997/98                             |
| 議會聯賽〈V〉 冠軍       | 1           | 1987/88                             |
| 全國聯賽〈V〉 冠軍       | 1           | 2016/17                             |
| 地 區 聯 賽              |             |                                     |
| 中部聯賽／中央聯賽 冠軍  | 4           | 1889/90, 1908/09, 1911/12*, 1920/21 |
| 盃 賽 比 賽              |             |                                     |
| 聯賽錦標 冠軍            | 1           | 2017/18                             |
| 英格蘭聯賽團體盃 亞軍    | 1           | 1983**                              |

*：當季球隊並非排名第一位，實際只獲第十三位，但由於獲重選入聯賽，故獲頒冠軍榮譽。

**：這場決賽並不獲確認為現時英格蘭聯賽錦標的紀錄，是於停辦德士古杯／英蘇盃與創辦英格蘭聯賽錦標之間的真空期舉辦的競賽。

## 著名球員及領隊
- （Gareth Ainsworth）
- （Gary Bannister）
- （John Fashanu）
- （Bruce Grobbelaar）
- （Darren Huckerby）
- （Steve McClaren）
- （Graham Taylor）
- （Tony Woodcock）